# Constitució d'Estònia
La Constitució d'Estònia —en estonià: Eesti Vabariigi põhiseadus— és la llei fonamental de la República d'Estònia i estableix l'ordre estatal com el d'una república democràtica, en què el poder suprem resideix en els seus ciutadans. La primera Constitució va ser adoptada per l'Assemblea Constituent d'Estònia, elegida lliurement, el 15 de juny de 1920, i va entrar en vigor el 21 de desembre d'aquell mateix any.
Després d'un referèndum celebrat el 1933, va ser modificada de forma substancial el 24 de gener de 1934 i va romandre en vigor fins a l'entrada en vigor de la segona Constitució, l'1 de gener de 1938. De facto, va continuar en aplicació fins al 16 de juny de 1940, quan la Unió Soviètica va ocupar Estònia, i de iure, fins al 28 de juny de 1992, quan va ser adoptada mitjançant referèndum la tercera i actual Constitució de la República d'Estònia.

## Antecedents
La Constitució d'Estònia és l'acte jurídic suprem de l'Estat, adoptat pel poder constituent i la modificació del qual requereix un procediment més exigent que el de les lleis ordinàries. Des d'una perspectiva material, estableix l'organització del poder estatal, defineix les competències dels principals òrgans de govern, garanteix els drets i llibertats fonamentals, i consagra els valors i principis bàsics de l'Estat.
A més de la seva funció normativa, la Constitució també compleix un rol com a expressió de la identitat nacional i de les aspiracions col·lectives, reflectint el context històric i cultural en què va ser adoptada. En situacions fundacionals, el poble, com a titular de la sobirania, posseeix la facultat d'establir un nou ordre constitucional, especialment si el vigent deixa de representar els seus valors fonamentals.
En idioma estonià, el terme põhiseadus —en espanyol: Constitució— té un sentit clarament normatiu, referint-se al text legal que defineix l'ordenament bàsic de l'Estat. Per la seva banda, el terme konstitutsioon, d'origen estranger, pot utilitzar-se tant en un sentit normatiu com empíric, aquest últim vinculat a les regles que regeixen efectivament en la pràctica política.

## Història

### Primera Constitució (1920-1933/38)
La primera Constitució reflectia la idea de sobirania nacional de Jean-Jacques Rousseau. El poder es dividia entre el poder judicial, l'executiu i el legislatiu, seguint els principis de Montesquieu. La Constitució contemplava un alt grau d'iniciativa popular i l'ús de referèndums, a més de preveure l'autonomia cultural. Malgrat estar inspirada en les idees de Montesquieu, existia un desequilibri en la distribució del poder. El document era radicalment parlamentari, atorgant al Riigikogu unicameral àmplies facultats sobre el poder executiu i el judicial, cosa que va provocar inestabilitat i freqüents canvis de govern. El Cap d'estat —anomenat Ancià de l'Estat— exercia simultàniament com a cap d'estat i cap de govern.
A causa de la inestabilitat crònica del govern —18 gabinets liderats per 10 persones entre 1920 i 1934—, es va intentar reformular la Constitució. En un referèndum celebrat el 1932, els votants van rebutjar dos esborranys proposats d'una nova Constitució. No obstant això, una esmena constitucional proposada per la Lliga de Veterans de la Guerra d'Independència d'Estònia —el moviment Vaps— va ser adoptada en referèndum el 1933 i va entrar en vigor el 24 de gener de 1934. Aquesta esmena, que atorgava amplis poders a l'Ancià de l'Estat i reduïa la mida i l'autoritat del Riigikogu, va tenir un impacte tan profund en el sistema de govern que sovint se la confon amb una constitució completament nova —«la Constitució de 1934»—. L'Ancià de l'Estat podia emetre decrets amb força de llei.
Per impedir que el moviment Vaps arribés al poder sota aquesta nova Constitució, Konstantin Päts, qui exercia com a «primer ministre en funcions d'Ancià de l'Estat» mentre s'esperaven eleccions, va retenir el poder mitjançant un autocop d'estat incruent el 12 de març de 1934. En considerar que la constitució esmenada era massa autoritària, Päts va promoure l'adopció d'una nova Constitució.

### Segona Constitució (1938-1940/92)
El 1936, un referèndum va aprovar la formació d'una Assemblea Nacional encarregada de redactar un nou document constitucional. Aquesta Constitució, que va entrar en vigor l'1 de gener de 1938, va establir una Assemblea Nacional bicameral composta per la Cambra de Diputats i el Consell Nacional. El Consell Nacional, encarregat de revisar i ratificar la legislació provinent de la Cambra de Diputats, estava conformat per representants dels governs locals, organismes professionals i vocacionals, i alts funcionaris. Per la seva banda, la Cambra de Diputats era elegida directament pel poble.
El cap d'Estat va rebre el títol de «president», ja no era elegit directament pels ciutadans, sinó per un col·legi electoral compost per ambdues cambres de l'Assemblea Nacional i representants addicionals dels governs locals. El president disposava de poders relativament amplis —inclòs el dret de veto sobre lleis aprovades pel parlament—, encara que era una mica menys poderós que l'Ancià de l'Estat segons les esmenes de 1934.
Una «constitució» d'estil estalinista va ser introduïda de forma il·legal —sense sotmetre's a referèndum, com exigia la Constitució de 1938— per un govern titella recolzat per la Unió Soviètica el 25 d'agost de 1940, poques setmanes després que Estònia fos envaïda, ocupada i annexionada per aquesta potència. Aquesta constitució es basava en la soviètica de 1936. Posteriorment, el 1978, va ser reemplaçada per una de nova, basada en la Constitució soviètica de 1977.
El 1990, el Soviet Suprem d'Estònia va declarar il·legal la presa de poder de 1940 i va restablir parcialment la Constitució de 1938 com a part del procés de transició cap a la independència de facto.

### Tercera Constitució (1992-present)
L'actual Constitució va ser adoptada després d'un referèndum celebrat el 28 de juny de 1992. Incorpora elements de les constitucions de 1920 i 1938. Tot i que conserva la figura presidencial creada el 1938, restablint el poder legislatiu unicameral establert el 1920. Afirma explícitament la continuïtat de l'Estat estonià tal com existia entre 1918 i 1940, i per això constitueix la base restitutiva de la independència d'Estònia. De fet, va ser adoptada mitjançant referèndum, de conformitat amb el document de 1938.
Igual que la Constitució de 1920, el cap d'Estat —anomenat president, després d'un cert debat sobre la possible restauració de l'antic títol d'Ancià de l'Estat— compleix un rol en gran manera cerimonial. No obstant això, com en la Constitució de 1938, el govern està encapçalat per un primer ministre.

#### Quinzè aniversari de la Constitució de 1992
Amb motiu de la celebració del quinzè aniversari de l'actual Constitució el 2007, la cervesera A. Le Coq va llançar una nova marca de cervesa, la Põhiseaduse Pilsner —«Pilsener Constitucional»—, en col·laboració amb el Ministeri de Justícia d'Estònia.

## Preàmbul de la Constitució
El preàmbul forma part de la Constitució, actuant com el seu pròleg. Declara la font del poder constitucional i estableix els objectius fonamentals que han d'assolir-se en el seu exercici. Del preàmbul es desprèn que la Constitució exigeix ser respectada no només per l'elegància de la seva redacció o el valor dels seus principis, sinó principalment perquè ha estat creada i adoptada pel poble.
Preàmbul de la Constitució de 2007 (modificació de la de 1992): Amb fe indestructible i ferma voluntat de consolidar i desenvolupar un Estat fundat en l'inextingible dret del poble estonià a l'autodeterminació nacional i proclamat el 24 de febrer de 1918, basat en la llibertat, la justícia i el dret, que serveixi de protecció per a la pau interna i externa i de garantia per al progrés social i el benestar general de les generacions presents i futures, i que asseguri la preservació del poble, la llengua i la cultura estonianes a través del temps, el poble d'Estònia va adoptar, en referèndum celebrat el 28 de juny de 1992, la següent Constitució, de conformitat amb l'article 1 de la Constitució vigent des de 1938.
Preàmbul de la Constitució de 1992 (versió original): Amb fe indestructible i ferma voluntat de consolidar i desenvolupar un Estat fundat en l'inextingible dret del poble estonià a l'autodeterminació nacional i proclamat el 24 de febrer de 1918, basat en la llibertat, la justícia i el dret, que serveixi de protecció per a la pau interna i externa i de garantia per al progrés social i el benestar general de les generacions presents i futures, i que asseguri la preservació del poble i la cultura estonianes a través del temps, el poble d'Estònia va adoptar, en referèndum celebrat el 28 de juny de 1992, la següent Constitució, de conformitat amb l'article 1 de la Constitució vigent des de 1938.
Preàmbul de la Constitució de 1938: El poble d'Estònia, amb fe indestructible i ferma voluntat de consolidar i desenvolupar un Estat fundat en l'inextingible dret del poble estonià a l'autodeterminació nacional, basat en la justícia, la llei i la llibertat, que serveixi de protecció per a la pau interna i externa i de garantia per al progrés social i el benestar general de les generacions presents i futures, i que romangui com una república governada segons principis democràtics, on el poder suprem resideix en el poble i que serà dirigida per un cap d'estat elegit, en cooperació equilibrada amb un govern designat per ell i una assemblea popular bicameral, va autoritzar mitjançant referèndum la convocatòria de l'Assemblea Nacional, la qual, per complir el mandat atorgat en aquest referèndum, va adoptar la següent Constitució.
Preàmbul de la Constitució de 1933: El poble d'Estònia, amb fe indestructible i ferma voluntat de crear un Estat basat en la justícia, la llei i la llibertat, que serveixi de protecció per a la pau interna i externa i de garantia per al progrés social i el benestar general de les generacions presents i futures, va adoptar i va establir, a través de l'Assemblea Constituent i posteriorment per referèndum, la següent Constitució.
Preàmbul de la Constitució de 1920: El poble d'Estònia, amb fe indestructible i ferma voluntat de crear un Estat basat en la justícia, la llei i la llibertat, que serveixi de protecció per a la pau interna i externa i de garantia per al progrés social i el benestar general de les generacions presents i futures, va adoptar i va establir, per mitjà de l'Assemblea Constituent, la següent Constitució.

### Disposicions
La Constitució vigent conté un preàmbul i 15 capítols de disposicions. El preàmbul diu així: 
| «                                              | Amb fe indestructible i ferma voluntat de consolidar i desenvolupar l'Estat, que es funda en l'inextingible dret del poble d'Estònia a l'autodeterminació nacional i que va ser proclamat el 24 de febrer de 1918, que es basa en la llibertat, la justícia i el dret, que ha de protegir la pau interna i externa, i ser una garantia per a les generacions presents i futures en el seu progrés social i benestar, que ha d'assegurar la preservació del poble, la llengua i la cultura estonianes al llarg del temps, el poble d'Estònia, en virtut del § 1 de la Constitució que va entrar en vigor el 1938 i mitjançant referèndum celebrat el 28 de juny de 1992, va adoptar la següent Constitució. | » |
| — Preàmbul de la Constitució d'Estònia (1992). | |   |

## Modalitats de modificació de la Constitució
El capítol segle xv de la Constitució de la República d'Estònia estableix les condicions per a la seva modificació. La iniciativa de reforma constitucional pot ser presentada per almenys una cinquena part del Riigikogu, és a dir, almenys 21 diputats, així com per la presidenta de la República. Per modificar la Constitució, la llei corresponent ha de ser aprovada mitjançant:
- Referèndum.
- Dues legislatures consecutives del Riigikogu.
- Procediment d'urgència al Riigikogu.

El projecte de llei per modificar la Constitució ha de ser examinat pel Riigikogu en tres lectures. Entre la primera i la segona lectura ha de transcórrer un mínim de tres mesos, i entre la segona i la tercera lectura almenys un mes. En la tercera lectura es decideix el procediment concret de modificació. Aquests terminis i lectures garanteixen que qualsevol canvi s'avaluï de forma acurada i deliberada.
Només mitjançant referèndum poden modificar-se el capítol I, «Disposicions generals», el capítol XV, «Modificació de la Constitució», i la Llei de modificació de la Constitució de la República d'Estònia. No obstant això, qualsevol disposició constitucional pot sotmetre's a referèndum, ja que el poble, titular del poder suprem de l'Estat, té el dret de decidir directament sobre els assumptes més fonamentals de l'ordre constitucional.
En el cas del procediment amb dues legislatures consecutives, el projecte ha de ser aprovat per majoria simple —almenys 51 vots— en la primera legislatura i, sense modificacions, per una majoria de 3/5 —almenys 61 vots— en la segona. En aquest procés, el poble participa indirectament en elegir el parlament que prendrà la decisió final.
El tractament urgent del projecte de modificació constitucional requereix el suport de 4/5 dels diputats del Riigikogu. Si s'assoleix aquesta majoria, el projecte se sotmet a una nova votació i ha de ser aprovat per una majoria de 2/3, és a dir, almenys 68 vots. Aquest procés es completa dins d'una sola legislatura, sense la participació directa del poble.

## Reforma de la Constitució
La Constitució pot modificar-se mitjançant la substitució o l'addició de text. En el primer cas, es reemplaça una disposició existent per un nou text; en el segon, s'afegeix una frase, incís o article a una disposició ja existent. També és possible modificar la Constitució a través d'interpretació judicial, sense alterar formalment el seu contingut ni redacció.

### Motius per modificar la Constitució
La Constitució és més aviat rígida i garanteix estabilitat en la societat en mantenir ferms els principis que s'hi estableixen. No obstant això, igual que altres lleis, també necessita ser adaptada a mesura que la societat canvia. Les raons que poden motivar una reforma constitucional inclouen:
- Canvis en l'entorn, com ara transformacions econòmiques, tecnològiques o demogràfiques, o bé l'adhesió de l'Estat a una organització internacional.[13]
- Variacions en els valors socials i les opinions polítiques de la població.[13]
- Problemes que s'evidencien en el procés d'aplicació de la pròpia Constitució.[13]

### Esmenes a la Constitució que han entrat en vigor
La primera esmena va ser adoptada el 2003 i va entrar en vigor el 2005. La Constitució va ser modificada per tràmit d'urgència al Riigikogu. Amb l'esmena es va ampliar l'interval entre eleccions municipals, passant de tres a quatre anys.
La segona esmena va ser adoptada el 2003 i va entrar en vigor el 2004. La Constitució va ser modificada mitjançant referèndum. Amb aquesta esmena es va regular l'adhesió d'Estònia a la Unió Europea, i es va atorgar al Riigikogu la competència per ratificar el tractat corresponent.
La tercera esmena va ser adoptada i va entrar en vigor el 2007. La Constitució va ser modificada per dues legislatures consecutives del Riigikogu. Amb l'esmena es va afegir la protecció de l'idioma estonià al preàmbul constitucional.
La quarta esmena va ser adoptada i va entrar en vigor el 2011. També va ser aprovada per dues legislatures consecutives del Riigikogu. Amb aquesta esmena es va reorganitzar el comandament de la defensa nacional i es va reforçar el control sobre les Forces de Defensa.
La cinquena esmena va ser adoptada i va entrar en vigor el 2015. Novament, va ser aprovada per dues legislatures consecutives del Riigikogu. Amb aquesta esmena es va reduir l'edat mínima per votar a les eleccions municipals, de 18 a 16 anys.
La sisena esmena va ser adoptada el 26 de març de 2025 i entrarà en vigor en dues parts: la primera, tres mesos després de la seva promulgació per part del president; la segona, l'1 de març de 2026. La Constitució va ser modificada per tràmit d'urgència al Riigikogu. L'esmena estableix que, en la primera fase, el dret a vot a les eleccions municipals serà exclusiu de ciutadans d'Estònia i de la Unió Europea, així com de persones sense ciutadania. Amb l'entrada en vigor de la segona fase, el dret a vot quedarà reservat únicament a ciutadans d'Estònia i de la Unió Europea. En la pràctica, això significa que les persones sense ciutadania podran votar per última vegada a les eleccions municipals de 2025.